# PHQ-Panikmodul

Der Fragebogen PHQ-Panikmodul

Das PHQ-Panikmodul ist ein psychodiagnostischer Test des Gesundheitsfragebogen für Patienten (PHQ-D) und umfasst 15 Fragen, wobei jede Frage ein DSM-IV-Kriterium der Panikstörung erfasst. Es existiert außerdem eine Kurzform des Panikmoduls mit nur 5 Fragen.

## Anwendungsgebiete des PHQ-Panikmoduls
Das PHQ-Panikmoduls des Gesundheitfragebogens für Patienten (PHQ-D) kann als psychodiagnostisches Instrument in der klinischen Praxis, in epidemiologischen Untersuchungen sowie in der Forschung eingesetzt werden. Er eignet sich zum Screening von den DSM-IV-Kriterium der Panikstörung.

## Auswertung des PHQ-D Panikmoduls
Das PHQ-D Panikmodul wird kategorial ausgewertet. d. h. (orientiert am Vorgehen zur Diagnosestellung einer Panikstörung gemäß DSM-IV) muss eine vorgegebene Zahl der Fragen des Moduls mit „Ja“ beantwortet worden sein, um ein Paniksyndrom diagnostizieren zu können.

### Auswertungsalgorithmus
Nachdem der Fragebogen beantwortet worden ist, kann dieser mit folgendem Algorithmus ausgewertet werden:
| Syndrom      | Fragen | Algorithmus                                                                                               |
| ------------ | ------ | --- |
| Paniksyndrom | 3a-4k  | Bei jeder der Fragen 3a–d ist „JA“ markiert und vier oder mehr der Fragen 4a–k sind mit „JA“ beantwortet. |

## Testdiagnostische Gütekriterien

### Kriteriumsvalidität
Die Kriteriumsvalidität der deutschen Version des PHQ-D Panikmoduls wurde an insgesamt 528 Patienten (davon 357 internistisch allgemeinmedizinische Patienten und 171 psychosomatische Patienten) und unter Bezug auf das "Strukturierte Klinische Interview für DSM-IV (SKID-I)" als "Goldstandard" ermittelt
Die Sensitivität des Fragebogens für die Diagnose einer Panikstörung beträgt bei psychosomatischen Patienten 73 % (Spezifität = 92 %), bei medizinischen Patienten 73 % (Spezifität = 98 %) und weist somit sehr gute Klassifikationseigenschaften auf.

### Normwerte
In einer Studie von Rief et al., wurden Normwerte für die Kurzform des PHQ-D Panikmodul an einer repräsentativen Bevölkerungsstichprobe (N=2066) untersucht. 6,2 % der Bevölkerungsstichprobe gaben an mindestens eine Panikattacke in den letzten 4 Wochen gehabt zu haben. 69 % gaben an bereits früher schon einmal eine Panikattacke gehabt zu haben., 58 % der Bevölkerungsstichproben gaben an, dass die Anfälle völlig unerwartet seien, 60 % berichteten, dass sie diese Anfälle als stark beeinträchtigend empfanden oder dass sie Angst vor einem solchen haben und schließlich berichteten 55 % der untersuchten Bevölkerungsstichprobe, dass sie körperliche Symptome einer Panikattacke hatten.

## Hinweise zur Nutzungsberechtigung
Der PHQ-D und seine Subskalen sind frei und kostenlos erhältlich und können ohne Gebühren für nicht-kommerzielle Zwecke angewendet werden. Bei der Verwendung des PHQ-D bzw. einer Kurzform muss die deutsche Fassung des Instrumentes bei der Publikation der generierten Daten korrekt zitiert sein.